# مينورو ن. تامورا
مينورو ن. تامورا (باليابانية: 田村実) هو عالم نبات ياباني، ولد في 1964.